# Platte City
Platte City è un comune degli Stati Uniti d'America, situato nello Stato del Missouri, diviso tra la contea di Platte, della quale è il capoluogo.